# Obolno (vrh)
Obolno je 776m visok hrib, ki se nahaja na severu pokrajine Dolenjske in predstavlja najvišji vrh Občine Ivančna Gorica. Na višini 714m na njem leži vas Obolno.

## Etimologija
S hribom je povezan priimek Obolnar, ni pa znano, ali priimek izvira iz imena hriba ali obratno. 

## Opis
Na Obolno vodi več lahkih označenih poti. Ob jasnem vremenu razgled z vrha seže vse do Kamniško Savinjskih Alp. Ob njem se nahaja tudi koča radiokluba.

## Dostopi
- Leskovec - Obolno, 1h, lahka označena pot
- Veliko Trebeljevo - Obolno, 1h 20min, lahka označena pot
- Mala Goričica - Obolno, 1h 10min, lahka označena pot
- Mala Goričica - Obolno (po cesti), 1h 15min, lahka označena pot